# Nová Lesná
Nová Lesná (deutsch Neuwalddorf, ungarisch Alsóerdőfalva – bis 1892 Újleszna) ist eine Gemeinde in der Ostslowakei  mit 985 Einwohnern (Stand 31. Dezember 2024), die zum Okres Poprad, einem Teil des Prešovský kraj, gehört und in der Landschaft Zips liegt.

## Geographie

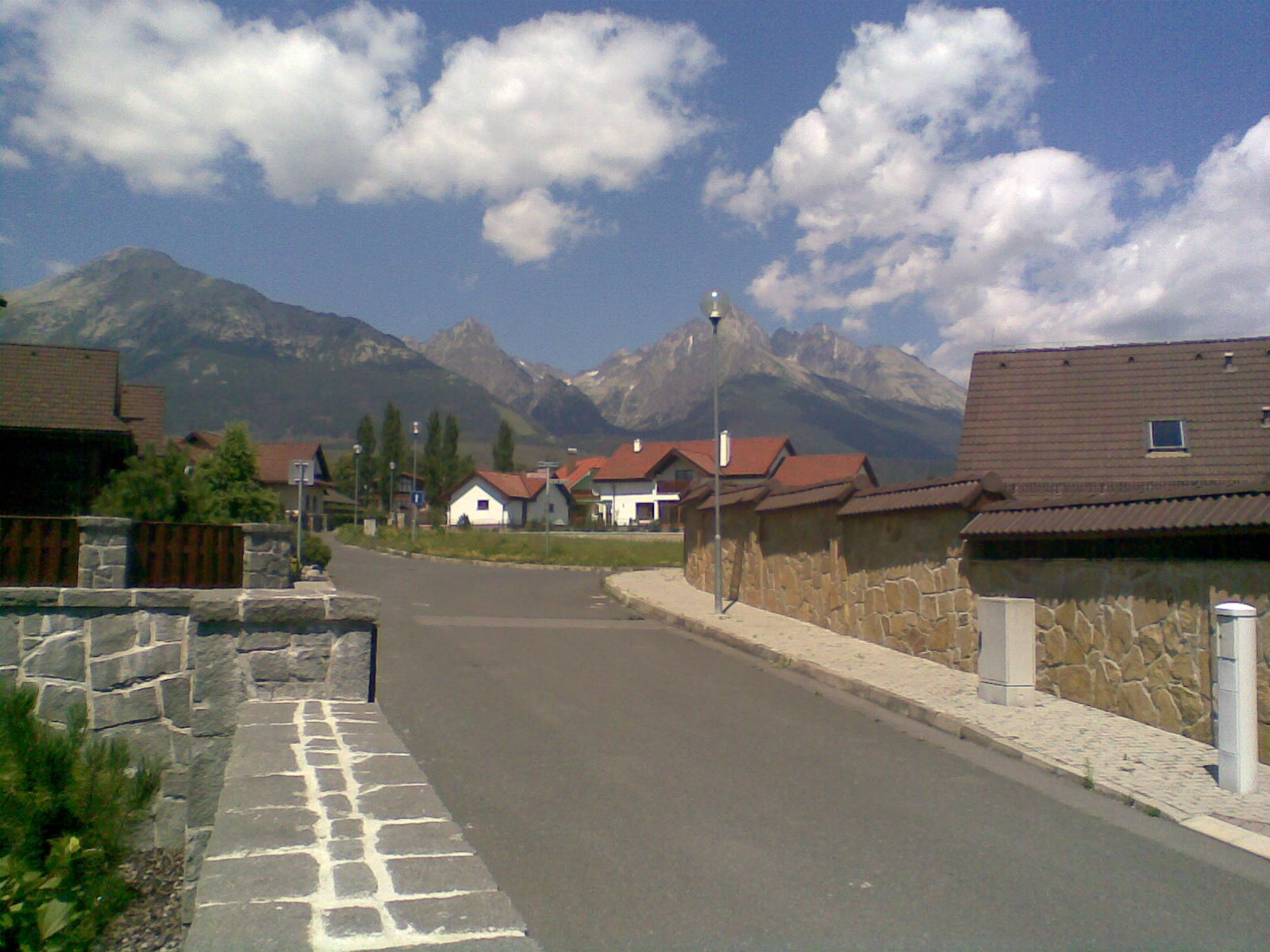

Die Gemeinde befindet sich im Talkessel Podtatranská kotlina, genauer in dessen Untereinheit Popradská kotlina am Fuße der nordwestlich gelegenen Hohen Tatra, am Bach Novolesniansky potok. Das Ortszentrum liegt auf einer Höhe von 747 m n.m. und ist sieben Kilometer von Starý Smokovec (als Gemeindeteil von Vysoké Tatry) und acht Kilometer von Poprad entfernt.
Nachbargemeinden sind Vysoké Tatry (Katastralgemeinde Starý Smokovec) im Nordwesten, Norden, Nordosten und Osten, Mlynica im Südosten sowie Veľký Slavkov im Süden, Südwesten und Westen.

## Geschichte

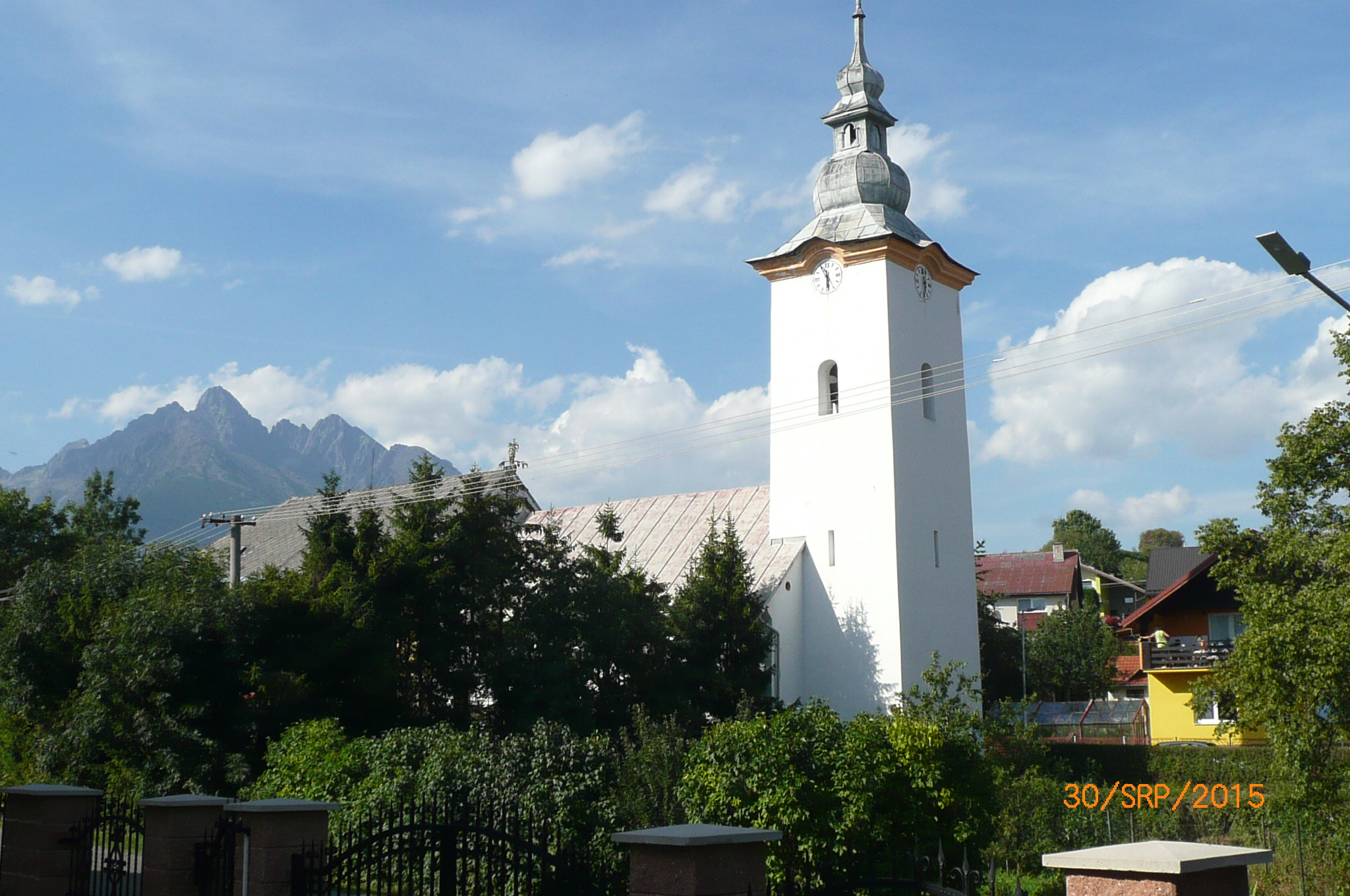
Evangelische Kirche

Der Ort wurde im 13. Jahrhundert durch die Familie Berzeviczy gegründet und zum ersten Mal 1315 als villa Menhardi schriftlich erwähnt. Im 16. Jahrhundert gehörte das Dorf zum Herrschaftsgebiet der Zipser Burg, im 18. Jahrhundert erneut der Familie Berzeviczy sowie Horvath-Stansith. 1787 hatte die Ortschaft 66 Häuser und 402 Einwohner, 1828 zählte man 76 Häuser und 546 Einwohner, die als Flachsbauer, Fuhrleute, Jäger und Hausierer beschäftigt waren, dazu gab es eine alte Bergführertradition.
Bis 1918 gehörte der Ort im Komitat Zips zum Königreich Ungarn und kam danach zur neu entstandenen Tschechoslowakei beziehungsweise heute Slowakei. In der Zeit der ersten tschechoslowakischen Republik pendelten die Einwohner zur Arbeit in Industriebetriebe in Poprad sowie in Fremdenverkehrseinrichtungen in der Hohen Tatra. 1947 kamen Teile des früheren Gemeindegebietes in der Hohen Tatra zur neu gegründeten Gemeinde Vysoké Tatry.

## Bevölkerung
| Jahr                | 1994 | 2004     | 2014    | 2024    |
| ------------------- | ---- | -------- | ------- | ------- |
| Anzahl der Personen | 1200 | 1522     | 1556    | 1646    |
| Unterschied         |      | +26,83 % | +2,23 % | +5,78 % |

| Jahr                | 2023 | 2024    |
| ------------------- | ---- | ------- |
| Anzahl der Personen | 1649 | 1646    |
| Unterschied         |      | −0,18 % |

Gemäß der Volkszählung 2011 wohnten in Nová Lesná 1519 Einwohner, davon 1397 Slowaken, 37 Roma, 12 Tschechen, drei Russinen, jeweils zwei Deutsche, Magyaren und Polen sowie jeweils ein Mährer und Ukrainer. Ein Einwohner gab eine andere Ethnie an und 61 Einwohner machten keine Angabe zur Ethnie.
1064 Einwohner bekannten sich zur römisch-katholischen Kirche, 76 Einwohner zur Evangelischen Kirche A. B., 39 Einwohner zur orthodoxen Kirche, 32 Einwohner zur griechisch-katholischen Kirche, 12 Einwohner zu den christlichen Gemeinden und zwei Einwohner zur reformierten Kirche. Sechs Einwohner bekannten sich zu einer anderen Konfession, 198 Einwohner waren konfessionslos und bei 90 Einwohnern wurde die Konfession nicht ermittelt.

## Bauwerke und Denkmäler
- römisch-katholische Kirche aus der Mitte des 13. Jahrhunderts, 1815 im klassizistischen Stil umgebaut
- evangelische Kirche im klassizistischen Stil aus dem Jahr 1792

## Wirtschaft
In Nová Lesná befinden sich eine große Anzahl von Pensionen und Ferienwohnungen der verschiedensten Qualitätsstufen. Deswegen und durch seine Lage an der Elektrischen Tatrabahn ist der Ort ein idealer Ausgangspunkt für vielfältige Sommer- und Winteraktivitäten in der Hohen Tatra.

## Persönlichkeiten
- Johann Still (1805–1890), Lehrer und Besteiger, im Nachbarort Stará Lesná geboren, Erstbesteiger des höchsten Karpatenbergs Gerlachovský štít
- Peter Jurko (* 1967), Skirennläufer